# Unzucht
Unzucht es un grupo musical alemán de dark rock fundado en Hannover en 2009.

## Historia
Unzucht fue fundado el año 2009 por Daniel Schulz, Daniel De Clercq, Tom Schindler y Toby Fuhrmann. Su primer EP, "Engel der Vernichtung" ('Angel de la destrucción), fue lanzado por iniciativa propia el mismo año de su fundación. En diciembre de 2009 realizaron su primer concierto junto a la banda My Inner Burning. 
En 2010, Unzucht se presentó en importantes festivales de música como el Rockharz Open Air, el Masters of Rock y el Festival M'era Luna. También realizaron actos de apertura para las bandas Lacrimas Profundere y Coppelius. 
En 2011 tocaron junto a la banda de rock gótico, Mono Inc., la cantante Jennifer Rostock y End of Green, entre otros grupos del mismo género. A finales de ese año realizaron su primera gira, como apoyo a la banda Stahlmann. Ese mismo año firmaron su primer contrato discográfico con el sello NoCut.
Solo dos años después de la primera aparición, en abril de 2012 Unzucht estrenó el EP y videoclip Deine Zeit läuft ab ('Se acaba el tiempo'). El 21 de septiembre de 2012 siguió al álbum debut Todsünde 8, que fue bien recibido por la prensa especializada.
Todsünde 8 alcanzó el tercer puesto en las "listas alternativas alemanas". Posteriormente, Unzucht se fue de gira durante tres meses, primero como apoyo de Mono Inc. en su gira "After The War" y luego con Megaherz en su gira "Götterdämmerung".
Musicalmente, se suele comparar a esta banda con Rammstein y Eisbrecher.
En 2013, Unzucht continuó avanzando en su carrera participando en la gira Darkness Kills con la banda Lord of the Lost. El segundo álbum de estudio, Rosenkreuzer, fue lanzado en octubre de 2013 y entró en los Albumcharts alemanes en el puesto número 61. El lanzamiento se celebró con su primera gira propia, apoyados por las bandas Darkhaus y Vlad in Tears que realizaron los actos de apertura.
Un año después, en noviembre de 2014, la banda lanzó su tercer álbum Venus Lucifer. Al poco tiempo se fueron de gira en el tour Die Eisheilige Nacht junto a las bandas Subway to Sally y Saltatio Mortis. En enero de 2015 comenzó el tour Venus Lucifer con el grupo estadounidense Death Valley High como acto de apertura, durante el cual Unzucht también realizó su primer recital en Londres. 
Posteriormente lanzaron el EP Schweigen / Seelenblind, que incluía algunas canciones y remezclas inéditas. Después de completar la segunda parte del tour Venus Lucifer, apoyado por la banda Erdling como acto de apertura, Unzucht finalmente firmó con Out of Line como nuevo sello en noviembre de 2015.
Luego de firmar con Out Of Line, el 11 de marzo de 2016 estrenaron el EP Kettenhund. El CD estaba limitado a 999 copias numeradas a mano. Siguió una gira europea, durante la cual Unzucht hizo de telonero de la banda Eisbrecher, Oomph! y Puddle of Mudd, presentándose en Alemania, Francia, España, Inglaterra, Escocia y Suiza. 
Luego, la banda grabó su cuarto álbum, Neuntöter, que fue lanzado el 2 de marzo. En septiembre de 2016 alcanzó el número 16 en los Albumcharts alemanes. A esto siguió una gira hasta fin de año con actuaciones en Inglaterra, Escocia, Francia, Austria y Alemania.
En 2017, Unzucht se presentó en Rusia por primera vez, y también hubo apariciones en los festivales Summer Breeze Open Air y Greenfield Festival. El 25 de noviembre de 2016 Unzucht grabó su gira, llamada Neuntöter Tour, realizada en Knust (Hamburgo), el que posteriormente fue estrenado 1 de septiembre de 2017 en formato CD / DVD bajo el nombre de Widerstand (Live in Hamburg). El disco alcanzó el puesto número 62 en los Albumcharts alemanes. Posteriormente, Unzucht realizó una gira como invitado especial de Eisbrecher en su viaje por Alemania, Austria, Suiza, Holanda y Francia. 
Para honrar su álbum debut Todsünde 8, que en su momento no tuvo un tour propio, Unzucht realizó algunos shows en Alemania en marzo y abril de 2018 bajo el título Todsünde Total, donde interpretaron todas las canciones del disco en vivo. Las grabaciones de estudio, que ya habían comenzado en enero de ese año, fueron seguidas por el lanzamiento del quinto álbum Akephalos el 27 de julio, que lleva el nombre del demonio sin cabeza de la mitología griega, también llamado Blemias. 
El álbum alcanzó el número 15 en los Albumcharts alemanes justo el mismo día en que Unzucht actuó por primera vez en Wacken Open Air.
El día 8 de agosto de 2018, el bajista Blaschke anunció su salida de la banda por motivos personales. Sin embargo, diez días después del anuncio, la banda regresó al escenario y tocó con Don Canone como nuevo bajista, quien los acompañó en los siguientes conciertos. La gira de Akephalos comenzó el 2 de noviembre en París y finalizó el 22 de diciembre en Hannover.
Aunque originalmente se pensó el año 2019 como un año sin gira, Unzucht tocó en más de una docena de conciertos ese año, mientras grababa nuevas canciones. Diciembre de 2019 Nein fue lanzado como el primer sencillo de un próximo álbum. Nein alcanzó el puesto número 2 en las listas alternativas alemanas.
El 7 En febrero de 2020 Unzucht lanzó el sexto álbum de estudio de Jenseits der Welt, alcanzando el puesto número 9 en los Albumcharts alemanes.

## Miembros
- Daniel Schulz
- Daniel De Clercq
- Toby Fuhrmann
- Andreas Puchebuhr

Antiguos miembros
- Tom Schindler
- Alex Blaschke

Los miembros de la banda viven en Hameln, Leipzig y Hannover.

## Discografía

### Álbumes de estudio
- 2009: Engel der Vernichtung (Eigenveröffentlichung)
- 2012: Deine Zeit läuft ab (NoCut/Soulfood)
- 2015: Schweigen / Seelenblind (NoCut/SPV)
- 2016: Kettenhund (Out of Line/Rough Trade)

### Singles
- 2012: Engel der Vernichtung (Download, NoCut/SPV)
- 2013: Kleine geile Nonne (Download, NoCut/SPV)
- 2013: Nur die Ewigkeit (Download, NoCut/SPV)
- 2014: Unendlich (Download, NoCut/SPV)